# Hot Stuff (film, 1929)
Pour les articles homonymes, voir Hot Stuff.
Pour plus de détails, voir Fiche technique et Distribution.
Hot Stuff est un film américain réalisé par Mervyn LeRoy et sorti en 1929. Il comporte des séquences parlantes ainsi que des intertitres en anglais. Une bande sonore est synchronisée avec le procédé Vitaphone.

## Fiche technique
- Réalisation : Mervyn LeRoy
- Scénario : Louis Stevens d'après une histoire de Robert S. Carr
- Dialogues et titres : Humphrey Pearson
- Producteur : Wid Gunning
- Photographie : Sidney Hickox
- Montage : Terry O. Morse
- Genre : Comédie[1]
- Production : First National Pictures
- Durée : 70 minutes
- Date de sortie :
  - États-Unis : 5 mai 1929

## Distribution
- Alice White : Barbara Allen
- Louise Fazenda : Aunt Kate
- William Bakewell : Mack Moran
- Doris Dawson : Thelma
- Ben Hall : Sandy McNab
- Charles Sellon : Wiggam
- Buddy Messinger : Tuffy
- Andy Devine : Bob
- Larry Banthim : le policier